# Гран-при Гореньски 2024
3-й выпуск  Гран-при Гореньски — шоссейной однодневной велогонки по дорогам Словении. Гонка прошла 19 мая 2024 года в рамках Европейского тура UCI 2024 (категория 1.2). Победу одержал чешский велогонщик Михал Шуран.

## Участники
| UCI Continental Teams (13)- Pierre Baguette Cycling - Santic-Wibatech - ATT Investments - Adria Mobil - Hrinkow Advarics - Ljubljana Gusto Santic - Maloja Pushbikers - MG.K Vis Colors For Peace - Sava Kranj Cycling - Team Felt Felbermayr - Tirol KTM Cycling Team - Tufo-Pardus Prostějov - WSA KTM Graz Любительские, клубные или региональные команды (6)- mebloJOGI Pro-concrete - KK Ribno Alpine Resort Bled - ARBÖ Radteam Feld Am See - Bialini Gomola CCN - Team Gaiaplast Bibanese - Lotus Team |
| |

## Маршрут
Трасса стартует в Камнике и финиширует в Затрнике.

## Ход гонки
На участке перед двумя последними подъёмами Михаэль Штайнер лидировал в одиночку. За ним следовали несколько гонщиков, которые возглавляли основную группу. К финишу пришла небольшая группа. Мартин Вольтр атаковал первым, увлекая за собой своего единственного соперника, Яку Приможича, который лидировал в Кубке Австрии и занимал 5-е место в общем зачёте после Флеш дю Сюд. Однако за один километр до финиша в группе преследователей Карел Камрда ускорился и, оставив позади двух человек, которые не смогли за ним угнаться, вывел остальную группу на двух беглецов. Мартин Вольтр не ослаблял усилий и начал рывок за Якубом Романом, но Михал Шуран атаковал первым и сумел противостоять Якубу Роману в напряжённом спринте. В итоге Михал Шуран выигрывает гонку.

## Результаты
| \| Генеральная классификация \| Генеральная классификация \| Генеральная классификация \| Генеральная классификация \| Генеральная классификация \| \| Гонщик \| Гонщик \| Команда \| Время \| \| \| ------------------------- \| ------------------------- \| ------------------------- \| ------------------------- \| ------------------------- \| \| 1-й \| Michal Schuran \| ATT Investments \| 3ч 27' 41 \| \| \| 2-й \| Jakub Říman \| Pierre Baguette Cycling \| + 0 \| \| \| 3-й \| Emanuel Zangerle \| Felt Felbermayr \| + 0 \| \| |                  |                         |           |
| |                  |                         |           |
| Источник: ProCyclingStats |                  |                         |           |
| Генеральная классификация |                  |                         |           |
| Гонщик | Гонщик           | Команда                 | Время     |
| 1-й | Michal Schuran   | ATT Investments         | 3ч 27' 41 |
| 2-й | Jakub Říman      | Pierre Baguette Cycling | + 0       |
| 3-й | Emanuel Zangerle | Felt Felbermayr         | + 0       |